# Vaccin contre le cancer

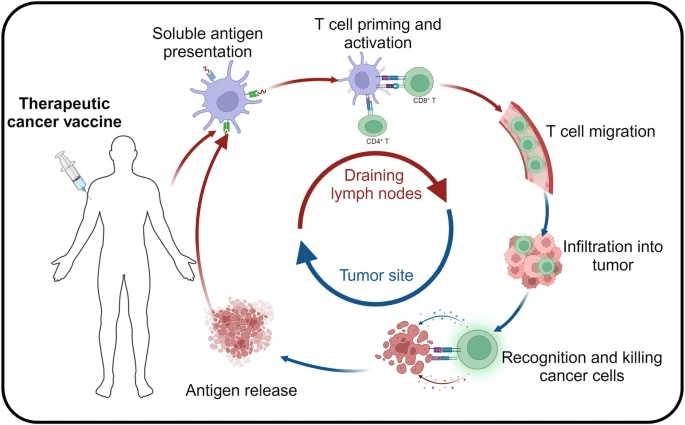
Le mécanisme du vaccin contre le cancer Une fois que les antigènes tumoraux ont migré dans l’organisme, ils sont phagocytés et traités efficacement par des cellules spécialisées présentatrices d’antigènes. Le complexe majeur d'histocompatibilité des cellules dendritiques présente des antigènes à leur surface activant les lymphocytes T spécifiques de l'antigène en se liant aux récepteurs des lymphocytes T de manière sûre et persistante. et spécifiquement en détruisant les cellules tumorales et en inhibant la croissance tumorale

Le développement de vaccins thérapeutiques contre le cancer a connu de nombreux progrès et déceptions au cours du siècle dernier. il fait partie des armes de l'immunothérapie tumorale. Malgré les progrès réalisés dans ce domaine, des explorations plus approfondies sont nécessaires pour améliorer l'accessibilité et l'efficacité des immunothérapies actives contre le cancer. Ceci est particulièrement important compte tenu du coût élevé et de la disponibilité limitée de ces traitements, qui limitent le nombre de personnes pouvant en bénéficier. L’objectif ultime des vaccins contre le cancer est d’amorcer les  lymphocytes T  cytotoxiques spécifiques de l’antigène, indispensables à une réponse immunitaire efficace contre le cancer. Les études cliniques actuelles sur les vaccins contre le cancer sont difficiles et n’ont pas donné de résultats cliniques remarquables. Cependant, les stratégies et technologies innovantes les progrès présentent des perspectives prometteuses pour surmonter ces défis et élargir les opportunités d’applications cliniques.

## Sélection de l'antigène
Les vaccins contre le cancer peuvent être à base de cellules, de protéines ou de peptides, ou de gènes (ADN/ARN).
Idéalement, les antigènes tumoraux candidats pour les vaccins contre le cancer doivent présenter une expression élevée dans le tissu tumoral. Les antigènes tumoraux sont classés en antigènes partagés et personnalisés en fonction de leur fréquence d'expression. Les antigènes partagés sont des antigènes « publics » contenant des mutations de points chauds par un allèle d'antigène leucocytaire humain  relativement courant chez les patients. Ils ciblent les antigènes associés à la tumeur  et les antigènes spécifiques de la tumeur. Les antigènes associés à la tumeur sont des autoantigène exprimés dans les tissus normaux et surexprimés dans divers cancers, notamment les antigènes cancers-testis, les néoantigènes de différenciation tissulaire et les antigènes de surexpression,. Au contraire, le antigènes spécifiques de la tumeur sont directement produits à partir de nombreuses mutations somatiques  qui peuvent augmenter la probabilité de présentations d'antigènes ou par les récepteur des lymphocytes T.
L’antigène associé au mélanome (MAGE-A), sous-classe des antigènes cancers-testis, est normalement exprimé et surexprimé dans les testicules et le mélanome, respectivement, alors que les cancers du col de l’utérus et de l’oropharynx associés au virus du papillome humain ont une expression élevée des protéines E6 et E7 du virus du papillome humain à haut risque,. Par conséquent, les antigènes associés à la tumeur partagés chez les patients atteints de cancer en font une option d’immunothérapie prête à l’emploi prometteuse. Les vaccins personnalisés contre le cancer ont récemment retenu l'attention en raison du développement de technologies modernes de séquençage génétique à haut débit et d'une compréhension plus approfondie de la production de néoantigènes. Ces antigènes spécifiques de la tumeur ne sont généralement pas codés par la lignée germinale et provoquent rarement une tolérance immunitaire, ce qui les rend idéaux comme cibles d'immunothérapie tumorale. La sélection des néoantigènes immunogènes doit être effectuée à l'aide d'algorithmes de complémentarité prenant en compte plusieurs facteurs. Cependant, le temps de production des vaccins, les coûts de conception des vaccins et la génération ultérieure de pools de néoantigènes personnalisés posent des défis importants pour la mise en œuvre à grande échelle de cette technologie.

### Vaccin  à antigène partagé contre le cancer
Les vaccins à antigènes partagés ciblent les antigènes couramment exprimés dans plusieurs types de cancer, par rapport aux vaccins anticancéreux personnalisés ciblant des mutations spécifiques dans la tumeur d’un individu, ce qui en fait des immunothérapies disponibles dans le commerce et peu coûteuses.

#### Antigènes spécifiques de la tumeur
Des vaccins à antigènes partagés peuvent être développés en utilisant ces deux approches. Une stratégie courante consiste à utiliser des antigènes associés à la tumeur fortement exprimées par les cellules cancéreuses. Un exemple illustratif est le premier vaccin autologue à cellules dendritiques approuvé, le sipuleucel-T, qui a prolongé la survie de 2 à 4 mois chez les patients atteints d'un cancer de la prostate métastatique résistant. Cette intervention thérapeutique cible la phosphatase acide prostatique,. De plus, un vaccin à ARN messager comprenant quatre  antigènes associés à la tumeur a démontré sa capacité à provoquer des réponses immunitaires robustes et durables dirigées contre ces antigènes, avec ou sans inhibiteur du point de contrôle, chez les patients atteints de mélanome non résécable.

#### Antigènes viraux
Une autre approche consiste à cibler les antigènes partagés provenant d’infections virales liées à certains types de cancer. L'infection par le virus Epstein-Barr est associée à plusieurs cancers, notamment le lymphome non hodgkinien et le cancer du nasopharynx. Plusieurs recherches ont démontré que l'Epstein–Barr virus nuclear antigen 1  (EBNA1), la Epstein–Barr virus latent membrane protein 1 et 2  pouvaient stimuler les cellules T spécifiques de l'antigène et induire efficacité antitumorale. Avec les protéines de l'enveloppe du virus Epstein-Barr dans un vaccin thérapeutique contre le cancer du virus Epstein-Barr, l'activité anti-tumorale a été encore améliorée. Bien que des vaccins pour prévenir l'infection par le papillomavirus humain soient actuellement disponibles, un vaccin thérapeutique contre celui-ci reste inexploré. La recherche a montré qu'un vaccin complexe ARN-lipides contre le papillomavirus humain de type 16 peut induire une régression complète et établir une mémoire durable des lymphocytes T dans les tumeurs positives au papillomavirus de type 16 à progression rapide. Un vaccin thérapeutique à ADN, le GX-188E, plus le pembrolizumab, a induit des lymphocytes T spécifiques aux protéines virales  E6 et E7 du papillomavirus avec des réponses cellulaires et activité antitumorale chez les patientes atteintes d'un cancer du col de l'utérus récurrent ou avancé. Ces études indiquent que les antigènes viraux peuvent être l'option optimale de cibles antigéniques dans les cancers liés aux virus.

### Vaccin  à néoantigène contre le cancer

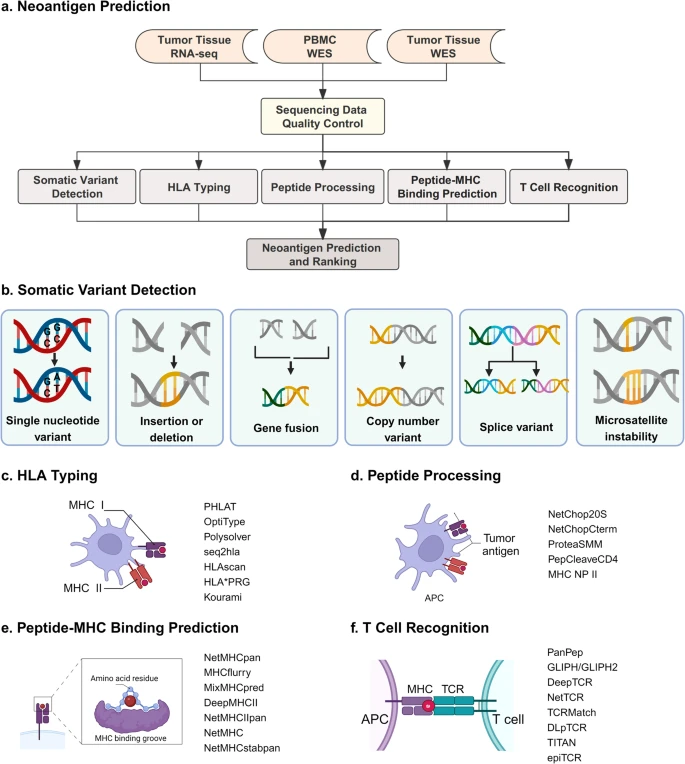
Figure 2.Recherche de néoantigène

Les néoantigènes sont des auto-antigènes générés par les cellules tumorales en raison de mutations génomiques,. La faible expression des antigènes associés à la tumeur dans les tissus normaux entraîne une « tolérance thymique centrale » au sein des lymphocytes T conduisant à une stimulation inadéquate des réponses immunitaires antitumorales des lymphocytes T,.
Les néoantigènes peuvent contourner la sélection thymus négative en raison de l'immunogénicité élevée des néoantigènes  conduisant à une réponse robuste des lymphocytes T spécifiques des néoantigènes. Le profilage génomique et transcriptionnel a rendu possible l'identification de néoantigènes putatifs dans les cancers qui ont une immunogénicité élevée, avec progrès dans le séquençage et la bioinformatique de nouvelle génération. À ce jour, seule une minorité de néoantigènes a la capacité d’induire des réponses des lymphocytes T spécifiques aux néoantigènes, ce qui rend la sélection des néoantigènes cruciales au succès clinique.

#### Identification d'un néoantigène
Les néoantigènes sont classés en fonction du type de mutations somatiques qui provoquent des modifications protéiques (section A de la figure 2). Les sources de néoantigènes les plus potentielles dans le cancer se trouvent sur la section B la figure 2. L’identification des néoantigènes immunogènes a considérablement bénéficié du développement de méthodes et d’outils in silico qui utilisent des données de séquençage à haut débit. Des enquêtes récentes ont mené à des caractérisations approfondies de néoantigènes provenant de variantes mononucléotidiques  et de petites insertions et délétions .49 Les méthodes traditionnelles de criblage de bibliothèques d’ADN complémentaires se limitent à l’identification d’antigènes variants dans des transcrits spécifiques, en particulier les transcrits riches en guanine-cytosine ou à faible expression. Cependant, le séquençage de l’exome entier  et la spectrométrie de masse sont apparus comme des approches efficaces pour identifier les peptides liés à HLA et prévoir des épitopes cancéreux distinctifs afin de faciliter le développement de vaccins personnalisés,,.
Une fois les néoantigènes candidats identifiés, il devient crucial de vérifier leur capacité à être présenté par les  complexes de classe II des cellules dendritiques folliculaires  et à être reconnu efficacement par les récepteurs des lymphocytes T comme la délétion de la transcription de la Bêta-2 microglobuline.

#### Typage HLA
La présentation des néoantigènes nécessite des cellules présentatrices d'antigènes  spécialisées avec des molécules CMH I ou II. Compte tenu du polymorphisme étendu des allèles HLA humains, comprenant plus de 24 000 complexes de gènes HLA distincts, un typage HLA précis est impératif pour prédire avec précision les néoantigènes. L’administration réussie de néoantigènes constitue la première étape dans la génération de cellules T spécifiques d’une tumeur, faisant de la suppression ou de l’expression réduite des loci du gène HLA un mécanisme essentiel pour échapper à l’immunothérapie. Ainsi la réduction de l'expression du 
transporteur associé au traitement des antigènes  a été reconnue comme un facteur entravant la présentation des antigènes tumoraux. Donc, le typage HLA  permet de découvrir des néoantigènes se liant aux allèles exprimés et non mutés (section C de la figure 2).

#### Traitement des peptides
Pour fonctionner comme un antigène naturel des lymphocytes T, le peptide d’origine doit subir une série d’étapes de traitement. Ces processus sont essentiels pour préparer le peptide à être présenté  par la molécule du complexe majeur d'histocompatibilité de classe II ou classe I. Le traitement naturel et la présentation des antigènes constituent un processus complexe, nécessitant un traitement précis des peptides pour permettre leur présentation efficace sur la molécule du complexe majeur d'histocompatibilité. Ainsi, même si l’on prévoit qu’un peptide présente une forte affinité de liaison avec le complexe majeur d'histocompatibilité, il peut ne pas déclencher de réponse des lymphocytes T en raison de facteurs de traitement peptidique en amont. Ces facteurs englobent la manière dont la protéine est clivée, découpée, chargée sur la molécule du complexe majeur d'histocompatibilité et transportée vers la surface cellulaire, ce qui empêche le chargement réel du peptide.
En raison des contraintes posées par le protéasome immunitaire, tous les peptides K-mère ne peuvent pas être générés naturellement in vivo, et seule une fraction de ces peptides peut être transloquée vers les compartiments cellulaires appropriés pour interagir avec les molécules du complexe majeur d'histocompatibilité. De plus, les transporteur associés au traitement des antigènes jouent un rôle dans la translocation des fragments peptidiques du cytoplasme vers le réticulum endoplasmique, facilitant ainsi le processus de chargement de ces fragments. peptides sur les molécules du complexe majeur d'histocompatibilité.

#### Prédiction de la liaison peptide-complexe majeur d'histocompatibilité
Le développement d’algorithmes spécifiquement conçus pour prédire avec précision la liaison des néoantigènes aux molécules du complexe majeur d' histocompatibilté de classe I et de classe II constitue une approche cruciale pour prévoir le potentiel d’immunogénicité des néoantigènes. Ces algorithmes font appel maintenant à l'intelligence artificielle. Les chercheurs ont développé un prédicteur de spécificité pan-spécifique de stabilité complexe peptide-complexe majeur d' histocompatibilté de classe I basé sur un réseau neuronal , qui, en combinaison avec un prédicteur de liaison du complexe majeur d' histocompatibilté, peut améliorer considérablement la prédiction des épitopes antigéniques.

#### Reconnaissance par les lymphocytes T
La prédiction précise et l'identification des interactions entre les récepteurs des lymphocytes T  et le peptide présenté par le complexe majeur d’histocompatibilité  constituent un défi informatique important dans le domaine des vaccins thérapeutiques contre le cancer. Une gamme d’outils informatiques a vu le jour pour analyser divers modèles de récepteurs des lymphocytes T et prévoir les interactions spécifiques entre les peptides et les récepteurs des lymphocytes T,,. L’identification et la sélection précises de candidats néoantigènes immunogènes, guidées par les connaissances biologiques et assistées par des algorithmes informatiques, constituent la pierre angulaire du succès clinique des vaccins personnalisés contre les tumeurs. De nombreux groupes ont développé des algorithmes exclusifs et uniques pour sélectionner des épitopes immunogènes qui pourraient contribuer à la prochaine génération d’immunothérapies anticancéreuses et de vaccins personnalisés contre le cancer,,.

#### Production du vaccin et les premiers résultats

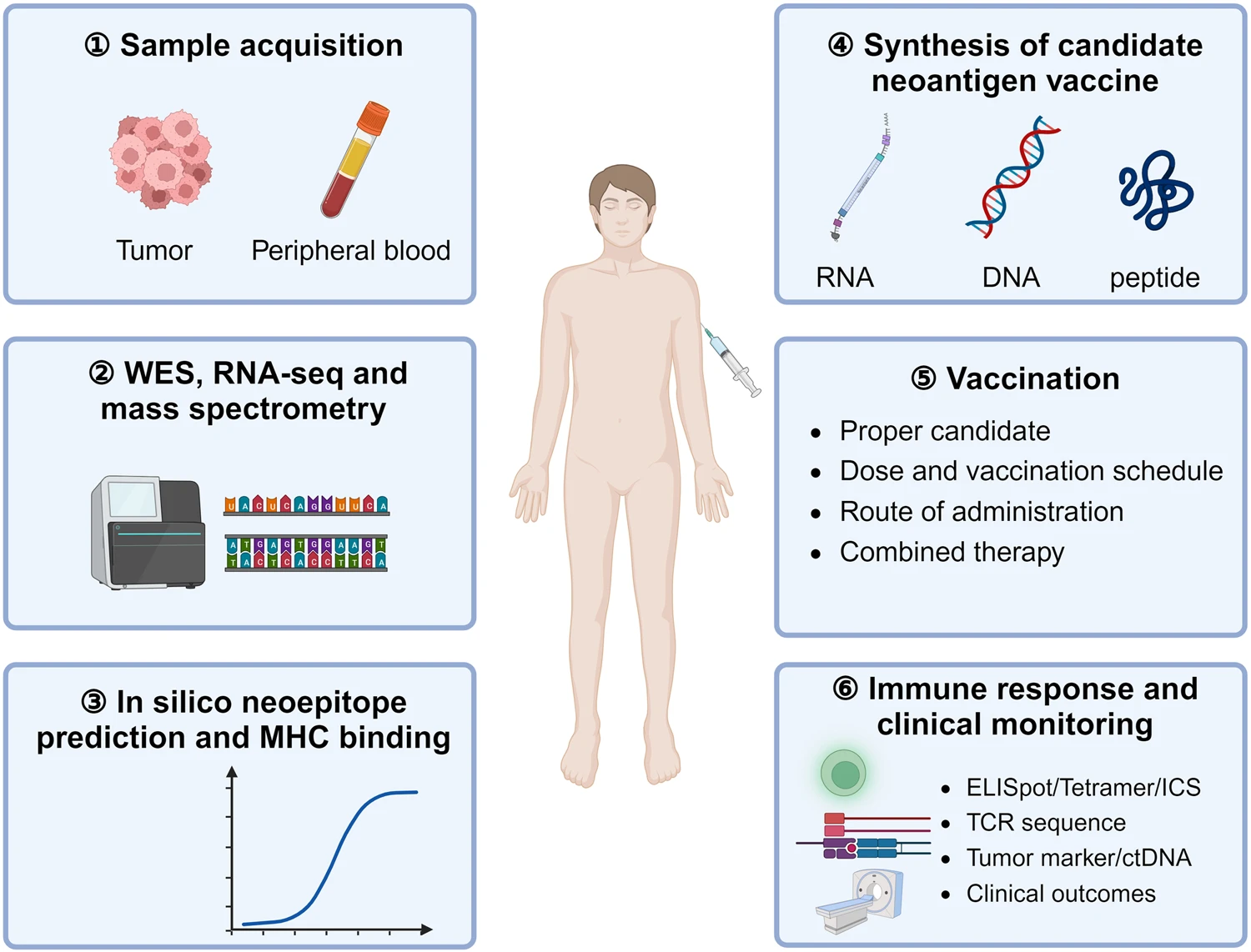
Les différentes étapes depuis la préparation du vaccin néoantigène contre le cancer jusqu'à son application

Les vaccins néoantigènes sont prometteurs pour stimuler les cellules T cytotoxiques afin de développer des réponses antitumorales efficaces. En 2014-2015, plusieurs équipes ont successivement identifié des néoantigènes  et ont traité efficacement des patients atteints de cholangiocarcinome métastatique et de mélanome avancé, établissant ainsi un cadre fondamental pour le développement d’une immunothérapie personnalisée contre le cancer,,. L'application chez l'homme d'un vaccin néo-antigène à base d'ARNm a efficacement inhibé la récidive du mélanome, entraînant une survie sans progression  importante. De même, une première étude sur un vaccin personnalisé contre le cancer ciblant 20 néo-épitopes a montré que l'immunisation induisait des lymphocytes T polyfonctionnels spécifiques de l'antigène chez les patients atteints de mélanome à haut risque. Par la suite, plusieurs études récentes ont démontré leur immunogénicité avec des résultats cliniques favorables, notamment avec l'aide d'inhibiteurs des points de contrôle , un vaccin anticancéreux à peptides longs comprenant jusqu'à 20 néoantigènes combiné au nivolumab, a induit les cellules T cytotoxiques spécifiques des néoantigènes chez les patients atteints de mélanome ou de cancer de la vessie. Ces cellules T activées étaient responsables du déclenchement de la destruction des cellules tumorales. Récemment, un vaccin expérimental personnalisé contre le cancer à ARNm réduisait de manière significative le risque de récidive du mélanome ou de décès de 44 % en association avec le pembrolizumab, et la combinaison n’augmentait pas significativement le risque de récidive du mélanome ou de décès ou d'effets secondaires graves, qui a reçu la désignation de thérapie révolutionnaire par la FDA. Même si les patients subissent une rechute après la vaccination, la progression des lésions peut être contrôlée à l'aide de d'inhibiteur de point de contrôle, ce qui suggère un effet synergique entre la vaccination par néoantigène et le traitement par inhibiteur de point de contrôle.

## Constituant du vaccin: les méthodes pour livrer les antigénes
La délivrance précise des antigènes aux sites prévus constitue un obstacle important au développement efficace de vaccins contre le cancer. Plusieurs facteurs doivent être pris en compte lors de la sélection d’une plateforme appropriée pour les vaccins contre le cancer, notamment les composants et les méthodes d’administration. Les méthodes d’administration établies incluent les vaccins à ADN, à ARN et peptidiques, tandis que de nouvelles plates-formes sont à l’étude.

### Vaccin à ADN
Les vaccins à ADN contre le cancer sont attrayants en raison de leur processus de fabrication efficace. Les vaccins à ADN peuvent administrer simultanément plusieurs antigènes dans la même construction. Une approche innovante implique des vaccins à base de nanodispositifs à ADN, conçus pour assembler des peptides antigéniques et des adjuvants dans les cellules tumorales, conduisant ainsi à une réponse puissante et durable des lymphocytes T. Le vaccin à ADN basé sur des plasmides peut coder pour des antigènes et d'autres cytokines immunostimulatrices, notamment le facteur stimulant les colonies de granulocytes et de macrophages et l'interleukine 2. Les récepteurs cytosoliques peuvent reconnaître les structures d’ADN double brin, permettant ainsi aux vaccins à ADN plasmidique d’activer simultanément l’immunité innée. Cependant, de nombreuses limites subsistent dans l’application clinique des vaccins à ADN. L'ADN doit vaincre les barrières extracellulaires et intracellulaires pour migrer dans le noyau cellulaire, ce qui pose un défi pour le système de délivrance d'antigènes basé sur l'ADN. L'administration du gène est particulièrement difficile pour ce type de vaccin. Les vaccins à ADN ont démontré une immunogénicité limitée dans les essais cliniques, malgré leur efficacité. Des efforts ont été déployés pour améliorer l’efficacité des vaccins à ADN grâce à diverses stratégies. Il s’agit notamment des avancées dans la conception de vecteurs vaccinaux à ADN, de l’incorporation d’adjuvants cytokines et de l’exploration de méthodes d’administration non mécaniques innovantes.

### Vaccin à ARN
Comparé au risque d'intégration dans le génome de l'hôte dans les vaccins à ADN, l'ARNm est produit par transcription in vitro et peut être directement traduit en protéine une fois entré dans le cytoplasme, offrant ainsi une méthode d'administration bien tolérée sans risque d'intégration du génome.L'ARNm est également exprimé de manière transitoire dans les cellules, ce qui permet des inoculations répétées.De plus, les unités codées par l'ARNm sont flexibles et polyvalentes, ce qui permet de coder des antigènes tumoraux et des molécules immunomodulatrices. Cette flexibilité est précieuse pour induire efficacement l’immunité adaptative et innée.
Les obstacles techniques aux vaccins à ARN sont centrés sur leur conception moléculaire et leur efficacité d’administration in vivo. La modification de l'ARN et la conception des séquences de ses régions régulatrices et codantes jouent un rôle crucial dans la détermination de la stabilité et de l'efficacité de la traduction de l'ARN. L'efficacité de la traduction de l'antigène peut être améliorée en utilisant des codons préférés par les cellules somatiques pour limiter la teneur en guanine-cytosine des séquences d'ARN et en calculant et en sélectionnant des séquences d'ARN avec des indices d'adaptation de codons élevés. La stabilité de l'ARN est améliorée en optimisant la structure secondaire des ARN et en calculant et en sélectionnant des séquences d'ARN avec des énergies libres minimales élevées,,. L'ARN est une biomolécule chargée négativement qui pénètre dans la cellule à travers la membrane cellulaire chargée négativement pour obtenir des effets thérapeutiques. . Par conséquent, pour réduire la dégradation extracellulaire de l'ARN nu par les enzymes d'ARN, plusieurs systèmes de délivrance d'ARN ont été conçus pour allonger le temps de circulation de l'ARN in vivo, améliorer l'efficacité de la traduction et augmenter l'absorption des antigènes par les cellules présentatrices d'antigène. Les liposomes cationiques chargés positivement se lient aux liposomes chargés négativement. L'ARN contribue à l'endocytose des  cellules présentatrices d'antigène. La protamine est un peptide naturel polycationique doté d'une charge positive qui peut se lier à l'ARNm pour former des complexes et maintenir la stabilité de l'ARN.

### Vaccin à peptides
Les vaccins anticancéreux à base de peptides pourraient offrir de nombreux avantages, notamment une spécificité et une sécurité élevées, une insensibilité à la contamination par des agents pathogènes et un faible risque d’auto-immunité. Les vaccins contenant 8 à 12 acides aminés dérivés d'antigènes tumoraux comprennent de courts peptides, de préférence endocytosés, se liant au complexe majeur d'histocompatibilité de classe I traités et présentés par des cellules présentatrices professionnelles pour stimuler les cellules T spécifiques du peptide. Les vaccins à peptides longs synthétiques  contiennent généralement 25 à 35 acides aminés, englobant fréquemment plusieurs épitopes ou des portions plus importantes de la protéine cible. Par conséquent, les vaccins à peptides longs  contenant plusieurs épitopes peuvent provoquer des réponses immunitaires plus larges et plus diversifiées en utilisant des séquences peptidiques plus longues. Cette réponse plus large peut améliorer l’efficacité du vaccin en ciblant une gamme plus large d’antigènes ou de souches. L’utilisation de peptides longs plutôt que de peptides courts peut améliorer encore davantage la stabilité des peptides et l’efficacité de l’administration des antigènes. Les vaccins à peptides longs présentent des inconvénients tels qu’une complexité accrue. préparation, potentiel de restriction pour les CMH et dégradation rapide.

### Vaccin à cellules immunitaires
Le vaccin à base cellulaire est un vaccin anticancéreux qui utilise les propres cellules immunitaires du patient. Les cellules dendritiques sont exploitées à la fois pour les antigènes solubles et les états exogènes particulaires dans divers formats, englobant l'ADN, l'ARN, les protéines, les peptides ou les lysats tumoraux. Pour augmenter l'antigénicité des vaccins, divers supports tels que des émulsions, des liposomes et des supports particulaires polymères sont utilisés.129 Cette absorption est facilitée par des techniques telles que l'électroporation ou la transduction par un lentivirus,,,,. Outre la fonction conventionnelle des présentatrices d'antigène , les cellules dendritiques isolées sont des cellules donneuses d'antigène, transférant aux cellules présentatrices d'antigène endogènes à présentation croisée avec plusieurs couches de co-stimulation et peuvent sécréter des cytokines clés.

## Sources de l'article
- Cet article est une traduction incomplète Fan, T., Zhang, M., Yang, J. et al. Therapeutic cancer vaccines: advancements, challenges, and prospects. Sig Transduct Target Ther 8, 450 (2023). https://doi.org/10.1038/s41392-023-01674-3 paru sous licanse Creative Commons Attribution 4.0 International License